# Pino carrasco de La Rosaleda
El Pino carrasco de La Rosaleda (Pinus halepensis) es un árbol centenario que se ubica en el Parque del Retiro de Madrid, entre éste y el Paseo de Uruguay, en la parte exterior del seto de La Rosaleda, en la zona oeste. Está catalogado con protección de árbol singular de la Comunidad de Madrid (nº 117) y está integrado dentro del Paisaje de la Luz, un paisaje cultural declarado Patrimonio de la Humanidad el 25 de julio de 2021.

## Descripción
Tiene una altura de 35 metros, un diámetro de copa de unos 20,50 metros, muy poco densa y muy alta. El perímetro de su tronco es de unos 2,70 metros. Su edad aproximada es de 200 años, pudiendo haber sido plantado a finales del siglo XVIII. Se encuentra a una altitud de 670 metros. Presenta un estado de conservación regular, con el tronco bastante maltratado y el terreno circundante muy compactado.
Este tipo de pino necesita climas mediterráneos, con abundancia de sol y sin exceso de lluvias o de frío. Crece bien en laderas secas, preferentemente sobre terrenos calizos o yesíferos y cercanos al litoral. Le podemos encontrar desde el nivel del mar hasta los 1000 metros, aunque en algunas sierras del sur alcanza los 1600 metros.

## Historia
El nombre específico procede de Aleppo (Haleb), ciudad del norte de Siria donde viven los pinos carrascos. La denominación vulgar hace alusión a que con frecuencia aparece retorcido y de baja talla y mal porte semejante a la carrasca o encina.
El pino carrasco (pinus halepensis) ocupa un área amplia en los países que rodean al mar Mediterráneo, aunque la mayor extensión está en su parte occidental. En España se encuentra en todas las provincias mediterráneas además de en algunos territorios de las cuencas del Ebro, Tajo, Guadiana y Guadalquivir.
Es un árbol de múltiples leyendas, citado en la Biblia y en la Mitología griega, donde estaba consagrado al culto de Dionisio. Se dice que Plinio denominó islas Pitusas a Ibiza y Formentera, por estar pobladas de pinos carrascos.